# Georges Banu
Georges Banu, né le 22 juin 1943 à Buzău en Roumanie et mort le 21 janvier 2023 à Paris, est un critique et un homme de théâtre français d'origine roumaine.

## Biographie
Vivant en France depuis 1973, professeur à l'université Sorbonne Nouvelle - Paris 3, Georges Banu est l'auteur de nombreux essais sur le théâtre. Il est notamment l'auteur de Théâtre sortie de secours (Aubier, 1984, prix de la critique dramatique), L'Acteur qui ne revient pas (Aubier, 1986, Folio 1993), Notre théâtre, La Cerisaie (Actes Sud, 1999), L'Homme de dos (Adam Biro, 2000) et d'un essai sur Peter Brook dont il est le spécialiste en France, Peter Brook. Vers un théâtre premier (Points Essais, 2005).
Il est professeur au Centre d'études théâtrales de l'université catholique de Louvain, membre statutaire de l'Atelier de recherche sur l'intermédialité et les arts du spectacle (ARIAS), responsable du Groupe de recherche sur la représentation théâtrale de la mort de l’enfant du Centre de recherche sur la théorie et l'histoire du théâtre et secrétaire général (1985-1992), puis président (1994-2000), puis membre d'honneur de l'Association internationale des critiques de théâtre.
Il est le créateur en 1990, avec Michelle Kokosowski, de l'Académie expérimentale des théâtres, qui cesse ses activités en 2001.
Il est codirecteur de la revue Alternatives théâtrales, avec Bernard Debroux et directeur de la collection « Le temps du théâtre » chez Actes-Sud.
Il meurt le 21 janvier 2023 dans le 14e arrondissement de Paris, à l'âge de 79 ans. À l'annonce de sa mort, Thomas Ostermeier salue celui qui « a accompagné le travail des artistes avec critique et amour, devenant ainsi une archive vivante du théâtre européen ». Wajdi Mouawad loue un « un accompagnateur bienveillant » au regard « habité par une intelligence sensible hors norme », qui « était plein de bonté pour les artistes ». 

## Publications
- Bertolt Brecht ou Le petit contre le grand, Aubier, 1981
- Le Théâtre, sortie de secours, Aubier, 1984
- L'acteur qui ne revient pas : journées de théâtre au Japon, Aubier, 1986 (Folio, 1993)
- Mémoires du théâtre, Actes Sud, 1987
- Le Rouge et l'Or, une poétique du théâtre à l'italienne, Flammarion, 1989
- Peter Brook : de Timon d'Athènes à Hamlet, Flammarion, 1991
- Le Rideau ou La fêlure du monde, Biro, 1997
- Avec Brecht, Actes Sud, 1999
- Notre Théâtre. La Cerisaie, Actes Sud, 1999
- Les Cités du théâtre d'art : de Stanislavski à Strehler, Éditions théâtrales, 2000
- L'Homme de dos, Biro, 2000
- Exercices d'accompagnement : d'Antoine Vitez à Sarah Bernhardt, L'Entretemps, 2002
- Yannis Kokkos : le scénographe et le héron, Actes Sud, 2004
- La Nuit nécessaire, Biro, 2004
- Les répétitions : de Stanislavski à aujourd'hui, Actes Sud, 2005
- L'Oubli, Les Solitaires intempestifs, 2005
- Nocturnes : peindre la nuit, jouer dans le noir, Biro, 2005
- La Scène surveillée, Actes Sud, 2006
- Shakespeare, le monde est une scène : métaphores et pratiques théâtrales, Gallimard, 2009
- Le Repos, Les Solitaires intempestifs, 2009
- Des murs... au Mur, Gründ, 2009
- Miniatures théoriques, Actes Sud, 2008
- Shakespeare: métaphores et pratiques du théâtre, Éditions universitaires d'Avignon, coll. « Entre-Vues », 2010
- Les Voyages du comédien, Gallimard, coll. « Pratique du théâtre », 2012
- Amour et désamour du théâtre, Actes Sud, 2013
- La Porte au cœur de l'intime, Arléa, 2015
- Le Théâtre ou le défi de l'inaccompli, Les Solitaires Intempestifs, 2016
- Les Récits d'Horatio : portraits et aveux des maîtres du théâtre européen, Actes Sud, 2021  (ISBN 978-2330157630)
- Les Objets blessés, Cohen & Cohen, 2022
- Le Théâtre et l'Esprit du temps,  coll. « À la croisée des arts », Deuxième époque, 2023

## Distinctions
- Prix du Syndicat de la critique 1982 : Prix du meilleur livre sur le théâtre pour Bertolt Brecht ou le petit contre le grand
- Prix du Syndicat de la critique 1984 : Prix du meilleur livre sur le théâtre pour Le Théâtre, sorties de secours
- Prix du Syndicat de la critique 1990 : Prix du meilleur livre sur le théâtre pour Le Rouge et Or